# 비자스

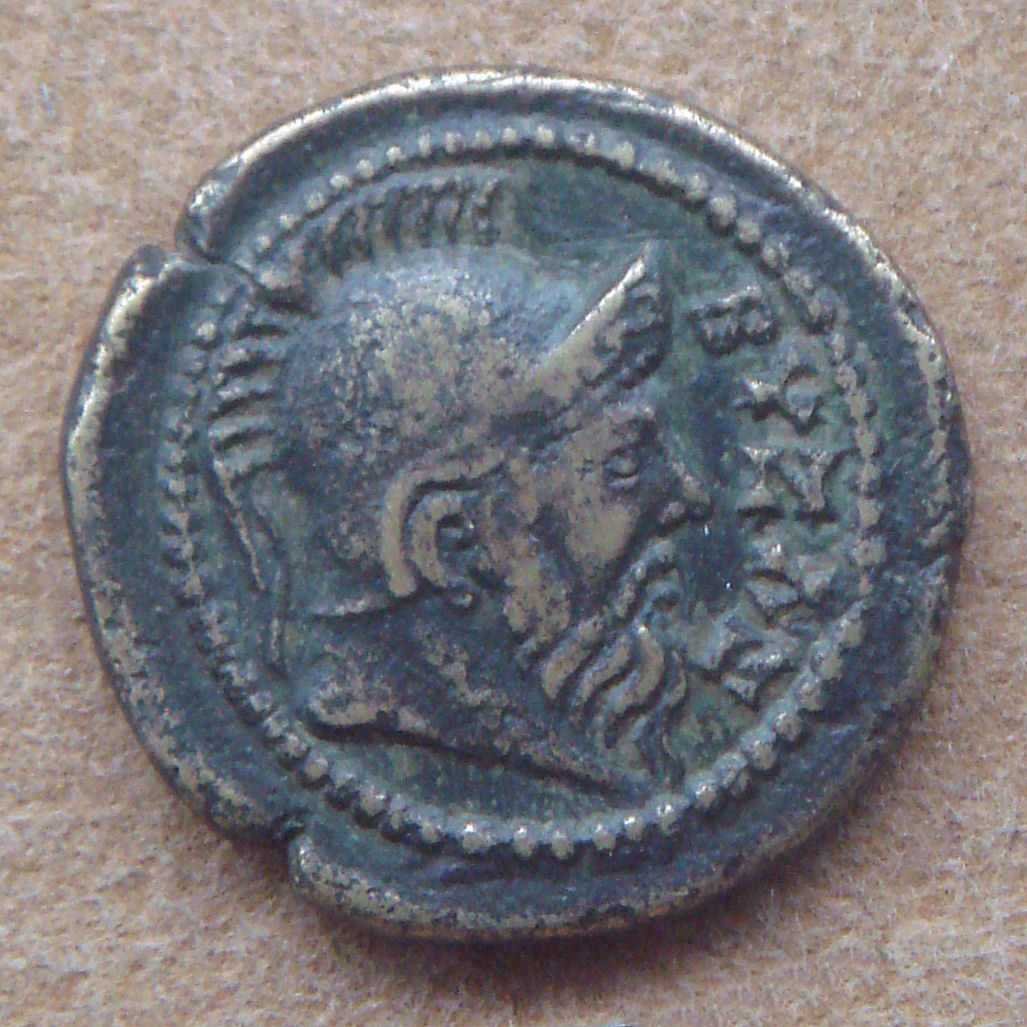

비자스(Byzas)는 그리스 신화에서 비잔티움을 세우는 왕이다. 그는 메가라에서 태어나 비잔티움을 세웠다.